# Bart's Neverending Network
BNN (Bart's Neverending Network) – holenderska stacja telewizyjna należąca do publicznej grupy medialnej Nederlandse Publieke Omroep. Stacja rozpoczęła nadawanie 15 sierpnia 1997 roku, a jej założycielem był Bart de Graaff. Oferta programowa stacji jest skierowana przede wszystkim do nastolatków i ludzi młodych.